# Ungarische Badminton-Mannschaftsmeisterschaft 1979
Die Ungarische Badminton-Mannschaftsmeisterschaft 1979 war die elfte Auflage dieser Veranstaltung. Es wurde ein Wettbewerb für gemischte Mannschaften ausgetragen. Meister wurde das Team von FŐKERT SE.

## Endstand
| Platz | Mannschaft |
| ----- | --- |
| 1.    | FŐKERT SE (József Papp, János Cserni, László Rammer, Gábor Petrovits, György Borka, Éva Varga, Éva Pozsik, Katalin Agárdi, Zsófia Tholt) |
| 2.    | Honvéd Zrínyi SE |
| 3.    | Honvéd Kilián FSE |
| 4.    | MAFC |
| 5.    | Kandó SC |